# Verkiezingen voor het Europees Parlement 1999/Kandidatenlijst/SP
Hieronder volgt de kandidatenlijst voor de Europese Parlementsverkiezingen 1999 van SP (Socialistische Partij).

## De lijst
1. Erik Meijer
2. Peter van Zutphen
3. Jeanette de Jong
4. Hans van Hooft sr.
5. Paulus Jansen
6. Havva Çinar
7. Nico Schouten
8. Johan van den Hout
9. Marian Beldsnijder
10. Edith Kuitert
11. Peter Verschuren
12. Emile Roemer
13. René Roovers
14. Arda Gerkens
15. Tonnie Wouters
16. Peter de Jonge
17. Aaltjo Kerbol
18. Willemieke Arts
19. Gijs Stavinga
20. Riet de Wit-Romans
21. Hilde van der Molen
22. Ronald Boorsma
23. Tiny Kox
24. Jef Kleijnen
25. Gerda Verwoort
26. Helga Hijmans
27. Marijke Folmer
28. Mieke van de Weijer-van den Berg
29. Philip Oosterlaak
30. Romy van Zeeland